# Tram ATAC: motrici PCC

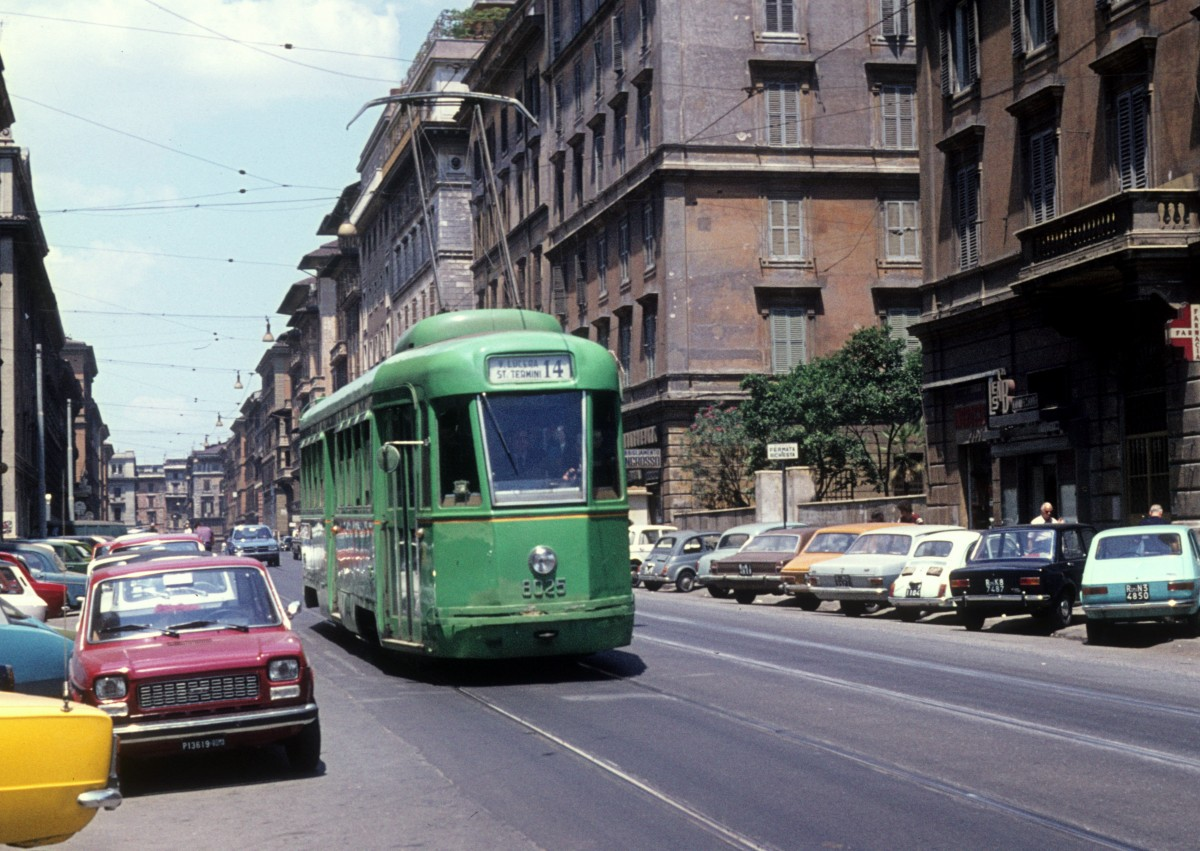
Vettura 8025 in livrea verde "Roma 71", ripresa in via Napoleone III nel 1975

Le vetture tranviarie serie 8000 dell'ATAC di Roma erano una serie di vetture tranviarie entrate in servizio sulla rete tranviaria cittadina nel 1957–58.

## Storia
Le vetture furono costruite in 20 esemplari, numerati da 8001 a 8039, dalla OM di Milano. Inizialmente si prevedeva di costruire un numero maggiore di unità, ma la decisione fu rivista in seguito alla riduzione della rete iniziata con le Olimpiadi del 1960.
Le vetture serie 8000 furono soprannominate "all electric" per l'assenza di impianto pneumatico, o anche "tipo PCC", per la somiglianza con le note vetture americane.
Nel 1982 pervennero all'ATAC due vetture della serie 5400 dell'ATM di Milano, concettualmente identiche alle 8000, che dopo la ricostruzione delle casse furono incluse nella serie, con numeri 8041 e 8043.
Inizialmente impiegate su diverse linee della rete romana, dagli anni '70 queste motrici iniziarono a prestare servizio soprattutto sulle linee della via Prenestina, alternandosi con le motrici Stanga.
Quando poi, nel Giugno 1990, venne inaugurata la nuova tramvia 225 Piazzale Flaminio-Piazza Mancini, le PCC ne coprirono il servizio per i primi mesi, in attesa dell'arrivo delle nuove vetture.
Nel corso degli anni '90, l'acquisto dei nuovi tram SOCIMI prima e dei Jumbotram Fiat poi, ridimensionò notevolmente il ruolo delle PCC, complice anche la loro ridotta capienza. Furono infine accantonate fra il 2001 e il 2003, dopo aver circolato, negli ultimi anni, solo sulla linea 14.

## Livree
Le PCC Serie 8000 esordirono nella classica livrea a due toni di verde, tipica di tutti i mezzi pubblici fino agli anni '60.
Nella prima metà degli anni '70 ricevettero la nuova livrea "Roma '71" verde chiara con due filetti giallorossi sotto i finestrini.
Dai primi anni '80 invece furono riverniciate in Arancione Ministeriale, colorazione mantenuta fino al loro accantonamento.